# Ga Hà Đông (Đường sắt đô thị Hà Nội)
Ga Hà Đông là một trong những nhà ga tàu điện của Tuyến đường sắt đô thị Cát Linh - Hà Đông, nằm trên đường Quang Trung, phường Quang Trung, quận Hà Đông, Hà Nội.

## Lịch sử
- 6 tháng 11 năm 2021: Đi vào hoạt động với việc khánh thành Tuyến số 2A: Cát Linh – Hà Đông [2][3]

## Hình ảnh

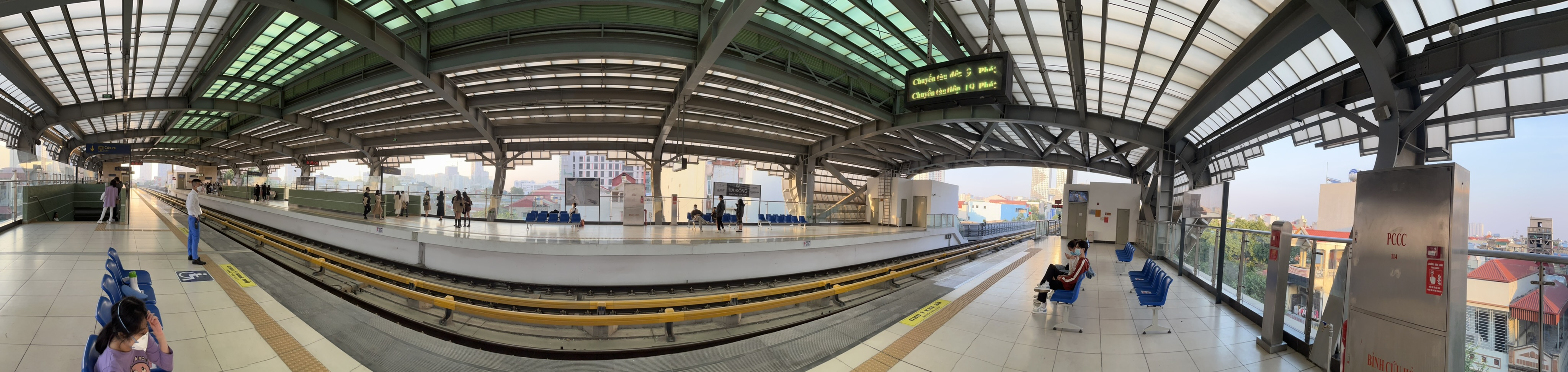
Một góc ảnh rộng trên sân ga Hà Đông.

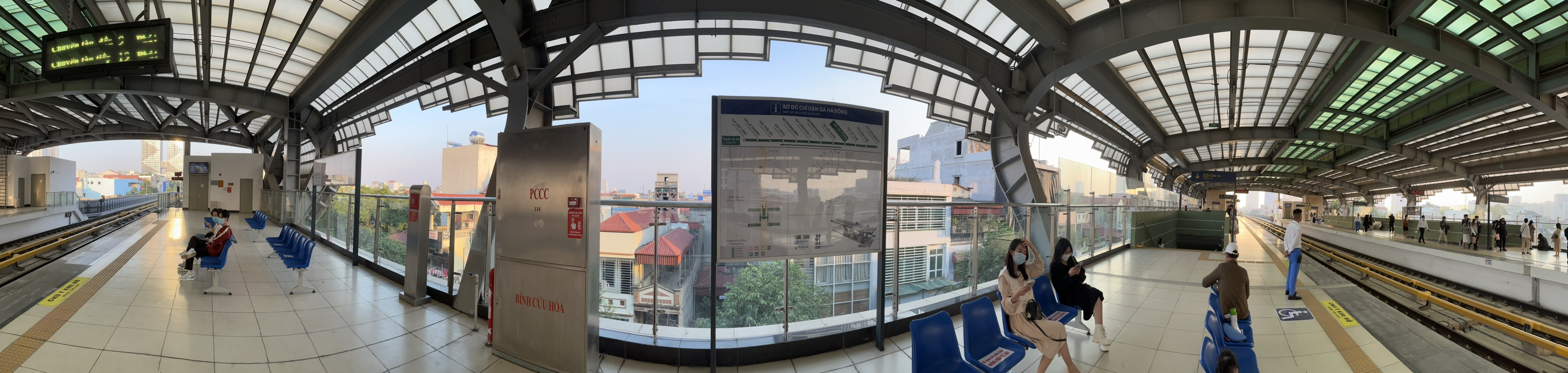
Một góc ảnh rộng khác trên sân ga Hà Đông.

## Bố trí ga

### Tuyến 2A
| 2F Tầng ke ga                   | Ke ga bên, cửa sẽ mở ở bên phải                | Ke ga bên, cửa sẽ mở ở bên phải                                         |
| Ke ga 1                         | ← T2A Tuyến 2A đi Văn Quán (Hướng đi Cát Linh) |                                                                         |
| Ke ga 2                         | T2A Tuyến 2A đi La Khê (Hướng đi Yên Nghĩa) →  |                                                                         |
| Ke ga bên, cửa sẽ mở ở bên phải |                                                |                                                                         |
| 1F Tầng trung chuyển            | Tầng 1                                         | Khu bán vé, khu thương mại, khu kỹ thuật, lối lên xuống và cổng soát vé |
| G                               | Mặt đất                                        | Lối lên xuống                                                           |

## Xung quanh nhà ga
- Bệnh viện Đa khoa Hà Đông
- Đầm Khê
- Sân bóng Cầu Đơ
- Chợ Hà Đông